# Geographie Sloweniens

Karte Sloweniens

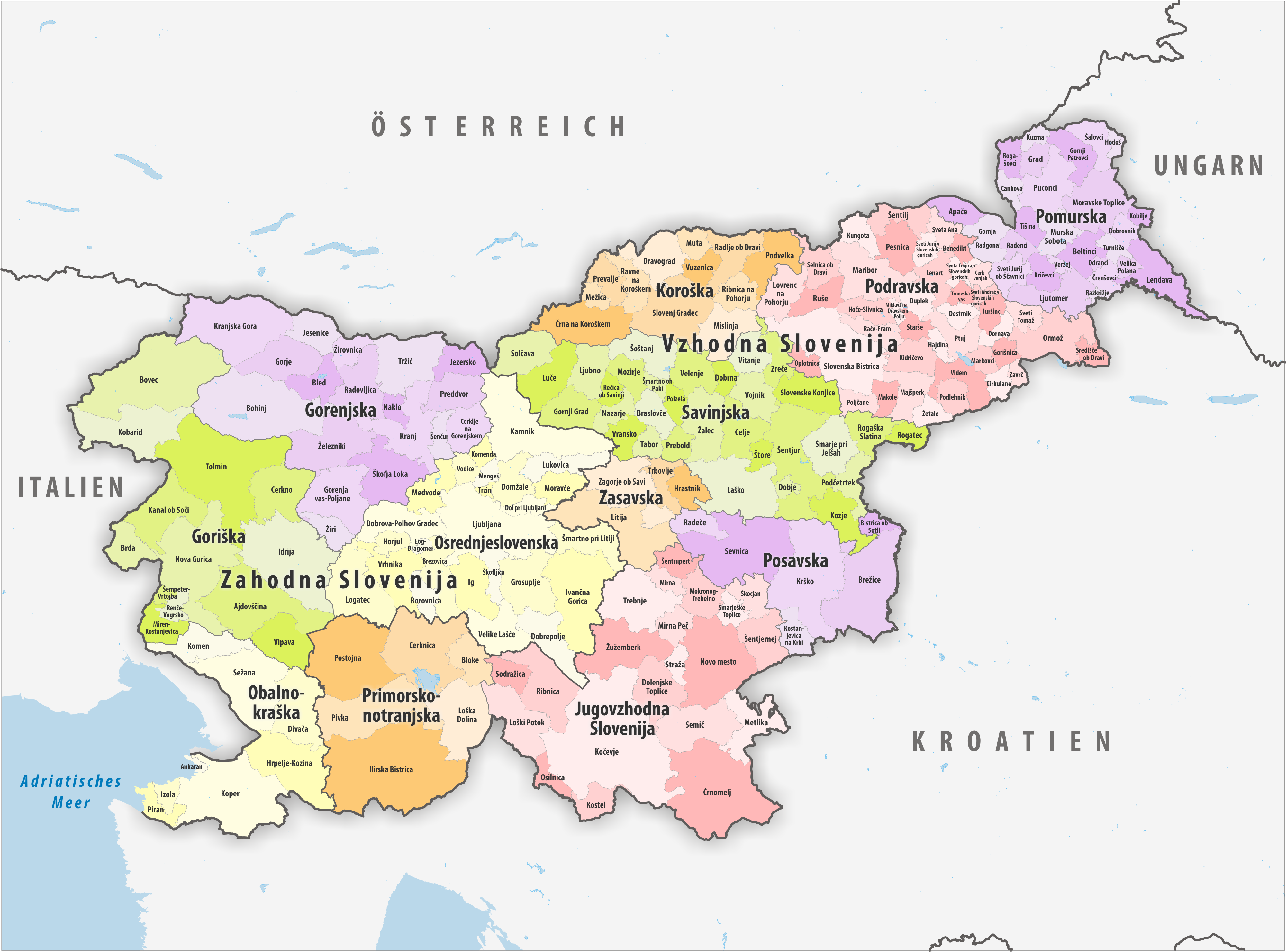
Gemeinden Slowenien 2020

Slowenien (slowenisch Slovenija, amtlich Republik Slowenien, slowenisch Republika Slovenija) ist ein Staat in Europa mit rund 2 Millionen Einwohnern, der an Italien, Österreich, Ungarn und Kroatien grenzt.

## Lage
Slowenien liegt in Mitteleuropa, wo vier große europäische geografische Einheiten zusammentreffen: die Alpen, die Pannonische Tiefebene, das Dinarische Gebirge und das Mittelmeer. Der 15. Meridian östlicher Länge entspricht fast der Mittellinie des Landes in West-Ost-Richtung.

## Grenzen
Die längste internationale Grenze Sloweniens ist die Grenze zwischen Kroatien und Slowenien (670 km). Sie verläuft im Süden und Osten und zu großen Teilen in Flüssen (Kupa, Sotla, Čabranka) und oft in unwegsamen Gebirgsregionen.
Die Grenze zu Österreich (318 km) im Norden verläuft größtenteils im Gebirge (z. B. Karawanken).
Im Osten ist die Grenze zu Ungarn (102 km). Im Westen grenzt Slowenien an Italien (280 km). Oberhalb von Triest verläuft die Grenze zunächst parallel zur Adriaküste auf den Bergen. Weiter südlich grenzt das Land auf ca. 46,6 km an die Adria.

## Geographische Koordinaten
Geografische Extrempunke Sloweniens:
- Norden: 46° 53′ N, 16° 14′ O Budinci, Gemeinde Šalovci
- Süden: Damelj,45° 25′ N, 15° 11′ O, Gemeinde Črnomelj
- Osten: Benica,46° 29′ N, 16° 36′ O, Gemeinde Lendava
- Westen: 46° 18′ N, 13° 23′ O, Breginj, Gemeinde Kobarid.

Der geometrische Mittelpunkt Sloweniens (GEOSS) liegt bei 46° 7′ 12,8″ N, 14° 48′ 55,9″ O. (Slivina, Gemeinde Litija)
Die maximale Nord-Süd-Entfernung beträgt 1°28' oder 163 km.
Die maximale Ost-West-Entfernung beträgt 3°13' oder 248 km.

## Landschaften
Als charakteristische slowenische Landschaften gelten die Regionen: Hochalpen, Voralpines Hügelland, Voralpin-subpannonischer Übergangsraum, Voralpin-dinarischer Übergangsraum, Voralpin-litoraler Übergangsraum, Laibacher Becken, Subpannonisches Slowenien, Subpannonisch-dinarischer Übergangsraum, Dinarischer Karst im Landesinneren, Dinarisch-litoraler Übergangsraum und Küstenland (Litorale).
Der Begriff Karst hat seinen Ursprung im Karstplateau (slowenisch: Kras) im Südwesten Sloweniens, einer Kalksteinregion mit unterirdischen Flüssen, Schluchten und Höhlen zwischen Ljubljana und dem Mittelmeer.
In der Pannonischen Tiefebene im Osten und Nordosten, in Richtung der kroatischen und ungarischen Grenzen, ist die Landschaft im Wesentlichen flach. Der Großteil des slowenischen Geländes ist jedoch hügelig oder gebirgig, wobei etwa 90 % der Oberfläche 200 Meter oder mehr über dem Meeresspiegel liegen.

## Regionen

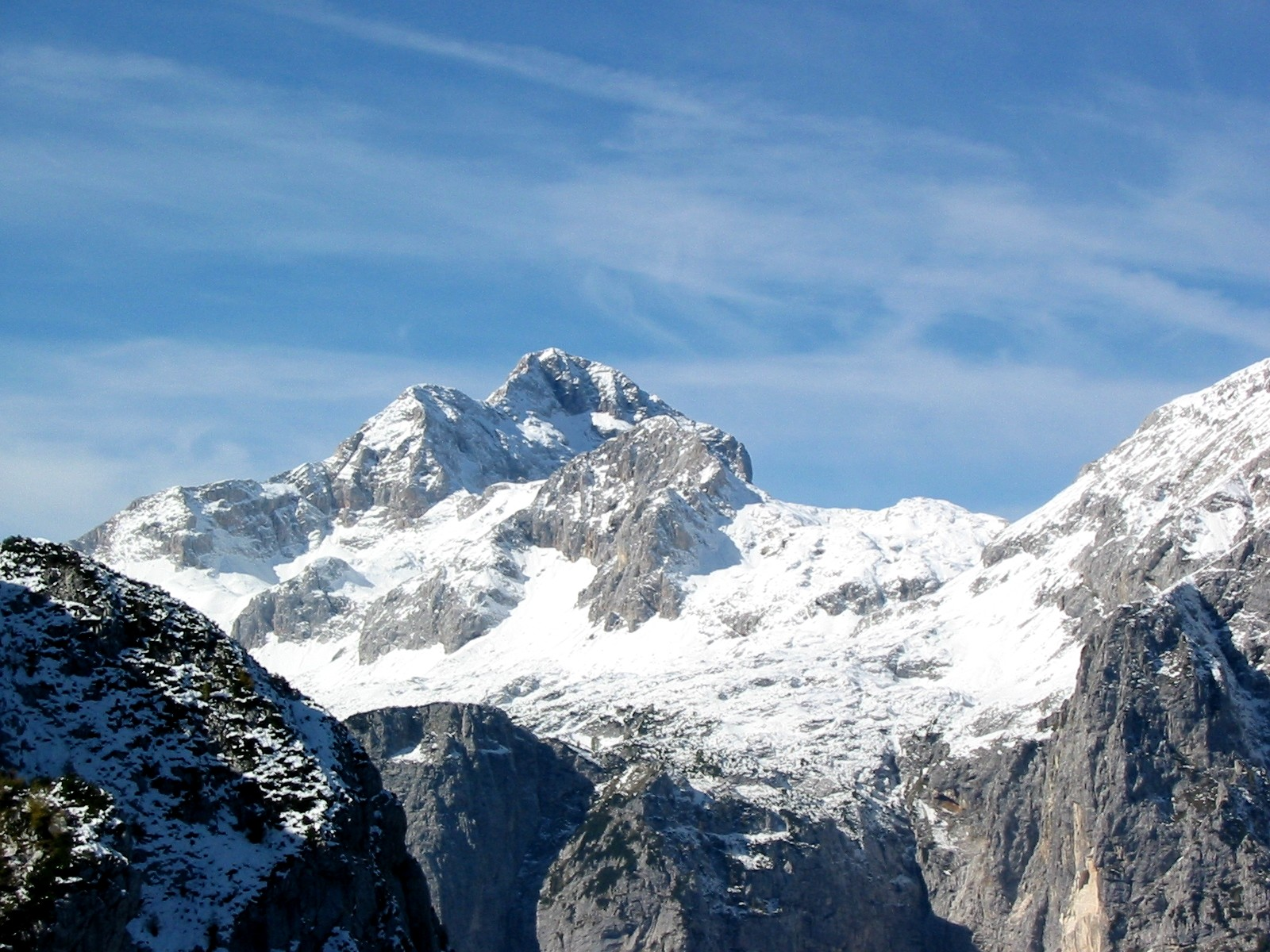
Triglav in den Julischen Alpen

Im Nordwesten verlaufen die Hochgebirgszüge der Julischen Alpen, Karawanken und Steiner Alpen, die geologisch zu den südlichen Kalkalpen gehören. Im Nationalpark Triglav liegt mit dem namensgebenden Gipfel des Triglav (2864 Meter) die höchste Erhebung des Landes, die symbolisch auf dem Landeswappen dargestellt ist.
Der Nordosten des Landes ist von Mittelgebirgen und Hügelland geprägt: Bachergebirge (slowenisch Pohorje, bis 1500 Meter hohe Ausläufer der Zentralalpen), Matzelgebirge (Haloze, bis 880 Meter) und Windische Bühel (350 Meter), die nordöstlich der Mur in die Ebene und Hügel des Übermur-Gebietes (slowenisch Prekmurje) übergehen, während im Mündungsgebiet Drau-Mur die 50 mal 20 Kilometer große sogenannte Murinsel (Međimurje) bereits großteils auf kroatischem Staatsgebiet liegt. Beide Flachlandschaften gehen jenseits der ungarischen Grenze in die Pannonische Tiefebene über. Die Landesmitte und den Süden (Teil der Halbinsel Istrien) nehmen ausgedehnte, typische Karst-Flächen ein.
Im äußersten Südwesten des Landes liegt die 46,6 Kilometer lange Adria-Küste (Slowenische Riviera), die auch geographisch den tiefstgelegenen Punkt (0 m Meereshöhe) des Landes markiert.

## Binnengewässer
Die Wasserscheide Adria-Schwarzes Meer teilt Slowenien asymmetrisch. Wasser von bis zu 80 % des slowenischen Territoriums fließt nach Osten und gehört zum Schwarzmeerbecken oder Donaubecken. Zu ihr gehören die Einzugsgebiete der Flüsse Save, Drau, Mur und Kolpa. Der größte Teil des Adriatischen Meeresbeckens gehört zum Soča-Becken und der Rest zum Adriatischen Flussbecken (Dragonja, Rižana). Der größte Fluss Save entwässert gut die Hälfte des Landes.

Slowenien verfügt über eine große Anzahl dauerhafter und reißender Wasserläufe, rund 6.500 entdeckte Karsthöhlen, Hunderte von Quellen, Wasserfällen, Schluchten mit natürlichen und künstlichen Hochgebirgs- und Tieflandseen sowie Grundwassergebiete.

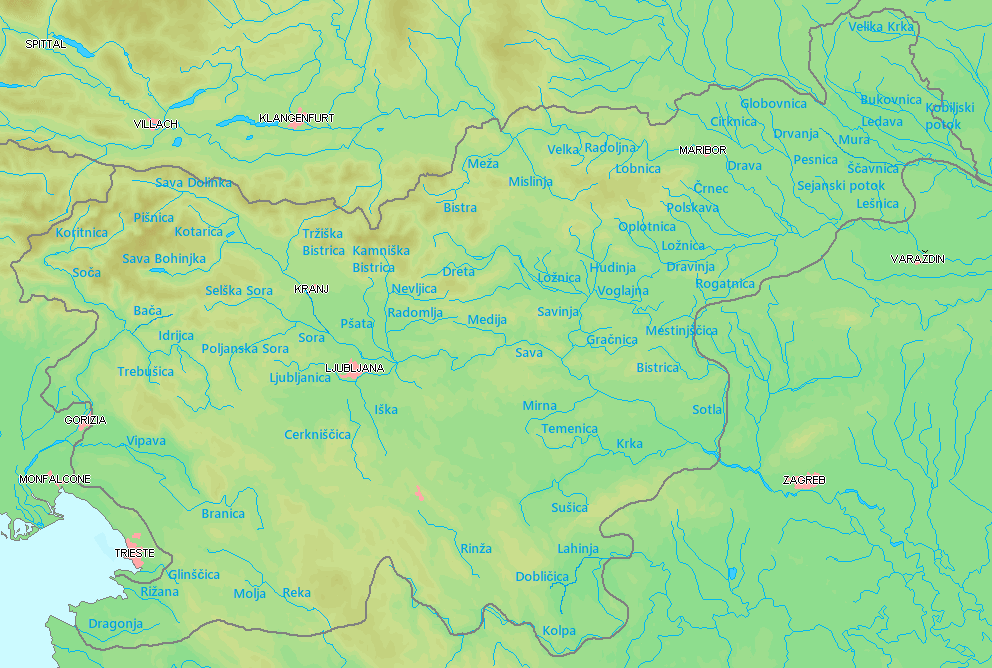
Netzwerk der Fließgewässer in Slowenien

### Fließende Gewässer
Die Gesamtlänge der slowenischen Flüsse inklusive deren Zuflüsse beträgt über 26.000 km. Die Gesamtheit der Wasserläufe von mehr als 20 km Länge beträgt über 4.700 km.
Die meisten Flüsse entspringen den alpinen und voralpinen Regionen. Enge Täler mit großen Längsgefällen verleihen den Flüssen einen reißenden Charakter. Es gibt nur wenige Abschnitte mit breiten Tälern und langsamen und ruhigen Strömungen.
Die bedeutendsten Flüsse Sloweniens sind v- on West nach Ost – die Soča (italienischer Unterlauf: Isonzo), die Save (slowenisch Sava), die Drau (slowenisch Drava) und die Mur (slowenisch Mura). Soča und Save entspringen in den Julischen Alpen, Drau und Mur kommen aus Österreich. Außerdem bildet nach Südosten hin die in Kroatien entspringende Kolpa auf etwa 100 km die Grenze zu Kroatien. Alle genannten Flüsse sind im Wesentlichen nicht schiffbar.
Die Soča entwässert zur Adria. Save und Drau sind Nebenflüsse der Donau (Mündungen in Serbien bzw. Kroatien). Die Mur ist ein Nebenfluss der Drau (Mündung an der Grenze zwischen Ungarn und Kroatien). Die Kolpa mündet im kroatischen Sisak in die Save.

### Stehende Gewässer

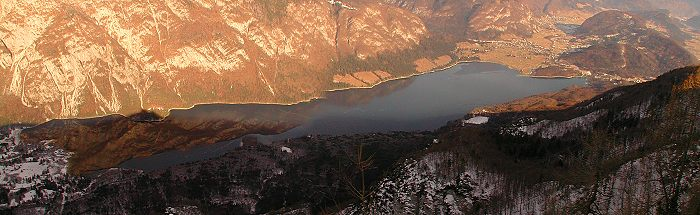
See von Bohinj

In Slowenien gibt es mehr als 1.200 registrierte stehende Gewässer. Hierzu zählen natürliche Dauerseen, intermittierende Seen, Teiche, Feuchtgebiete, künstliche Stauseen sowie andere Seeformationen, die durch künstliche Eingriffe in die Umwelt entstehen.
Die meisten dauerhaften natürlichen Seen in Slowenien sind glazialen Ursprungs und liegen im Save-Becken. Die größten davon sind der Bohinjer See und der Bleder See. Zu den kleineren Bergseen zählen die Seen der Julischen Alpen (Krnska-, Triglavska- und Kriška-See) und die des Bachergebirges. Bergseen verfügen überwiegend über einen unterirdischen Wasserzufluss aus Geröll- und Schneefeldern.
Intermittierende Seen befinden sich hauptsächlich im Flusssysten der Ljubljanica. Ihr Ausmaß und ihr Vorkommen hängen von der Niederschlagsmenge in einem bestimmten Zeitraum ab. Der größte davon ist der Zirknitzer See.
Zu den kleineren natürlichen Seen, die hauptsächlich von touristischem Interesse sind, gehören unter anderem der See von Podpeč (Gemeinde Brezovica) mit einer maximalen Tiefe von 47 m am Südrand des Laibacher Sumpfes, der Karstsee Divje jezero bei Idrija und die Torfmoorseen bei Lovrenc na Pohorju.
Weiterhin gibt es in Slowenien zahlreiche künstliche Stauseen, insbesondere an den Flüssen Drau, Save, Soča, Sotla, Pesnica, außerdem Seen in ehemalige verlassene Kiesgruben, Tongruben und solche, die durch den Kohlebergbau entstanden sind.

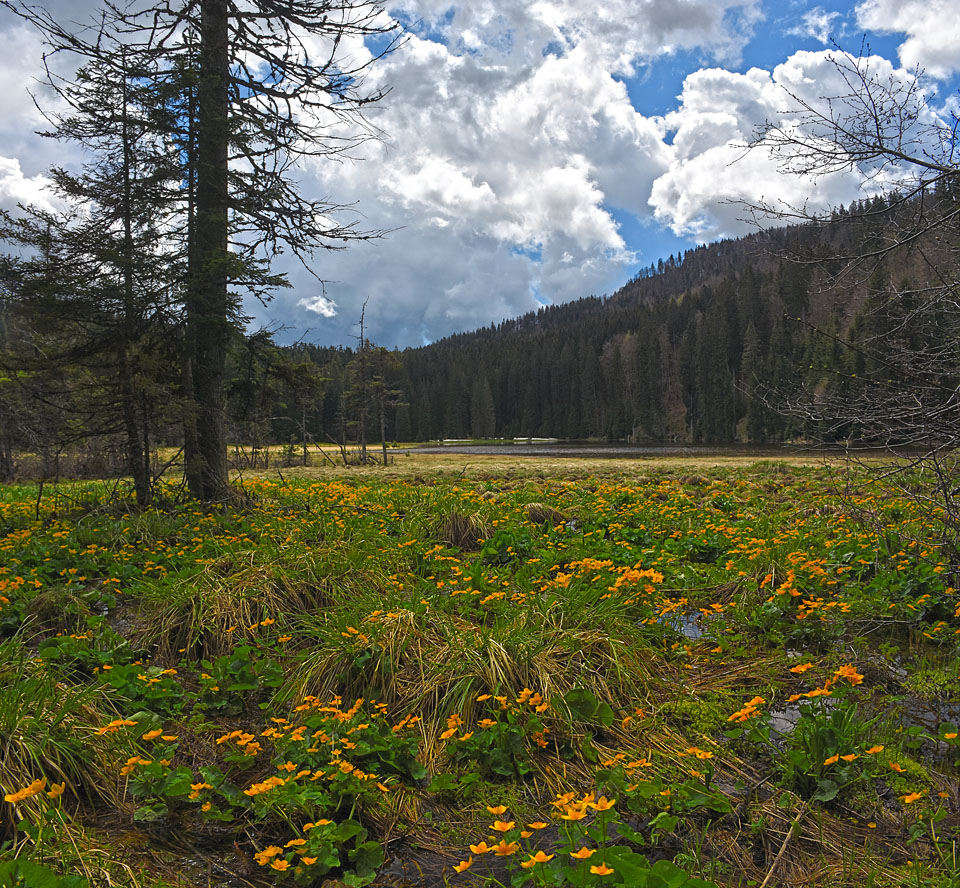
Das Ledina-Moor auf Jelovica im Mai

### Sümpfe und Moore
Das Ljubljanaer Moor (slowenisch: Ljubljansko Barje, auch Ljubljanaer Sumpf) ursprünglich ein vielfältiges Biotop, dass aufgrund von Entwässerungsarbeiten Vebrauch für Bauten und Landwirtschaft immer mehr reduziert wird. Auf den Hochebenen (Pokljuka und Jelovica) sind Hochmoore erhalten geblieben. Aber auch sie schrumpfen allmählich.

## Meer

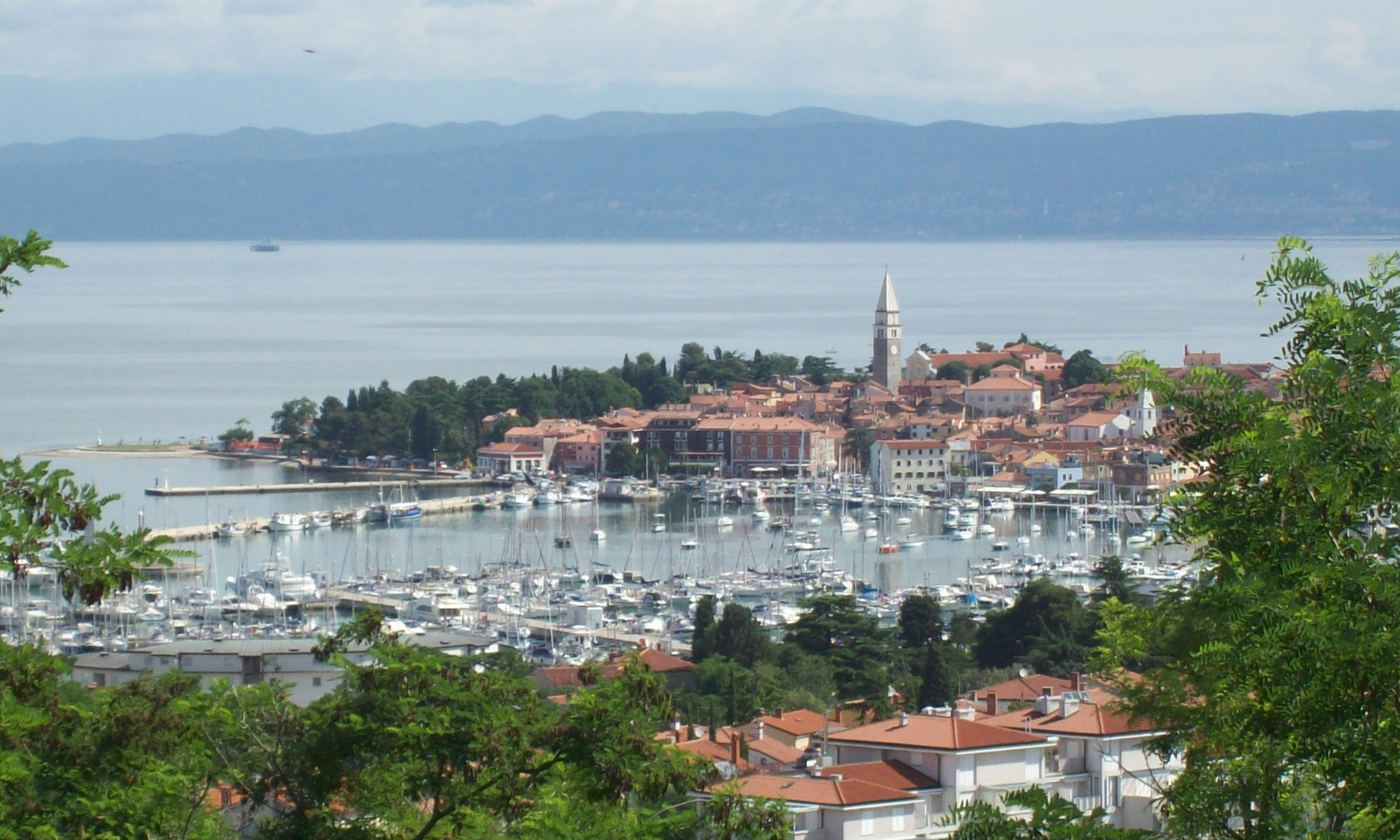
Adria bei Izola

Der zu Slowenien gehörende Teil der Adria (die Slowenische Riviera) gehört zum Golf von Triest, einem relativ flachen Meeresbecken, das nur an einzelnen Stellen eine Tiefe von 30 m erreicht. Dadurch ergibt sich ein kleines relatives Wasservolumen des Gewässers, wodurch atmosphärische Faktoren einen schnellen und starken Einfluss auf Salzgehalt und Temperatur haben. Eines der Merkmale der nördlichen Adriagewässer (einschließlich des Golfs von Triest) ist, dass sie im Allgemeinen reicher an Nährsalzen sind als andere Teile der Adria. Flusseinträge sind eine wichtige Quelle. Das oberflächliche Salzwasser des Soča-Flusses bewegt sich normalerweise entlang der italienischen Küste nach Süden, an den Höhepunkten der Strömung erreicht sein Einfluss den zentralen Teil der Bucht, und bei besonderen meteorologischen Bedingungen kommt es zu einem Oberflächenaustritt von Süßwasser bis fast zur Küste von Piran.

## Siedlungen

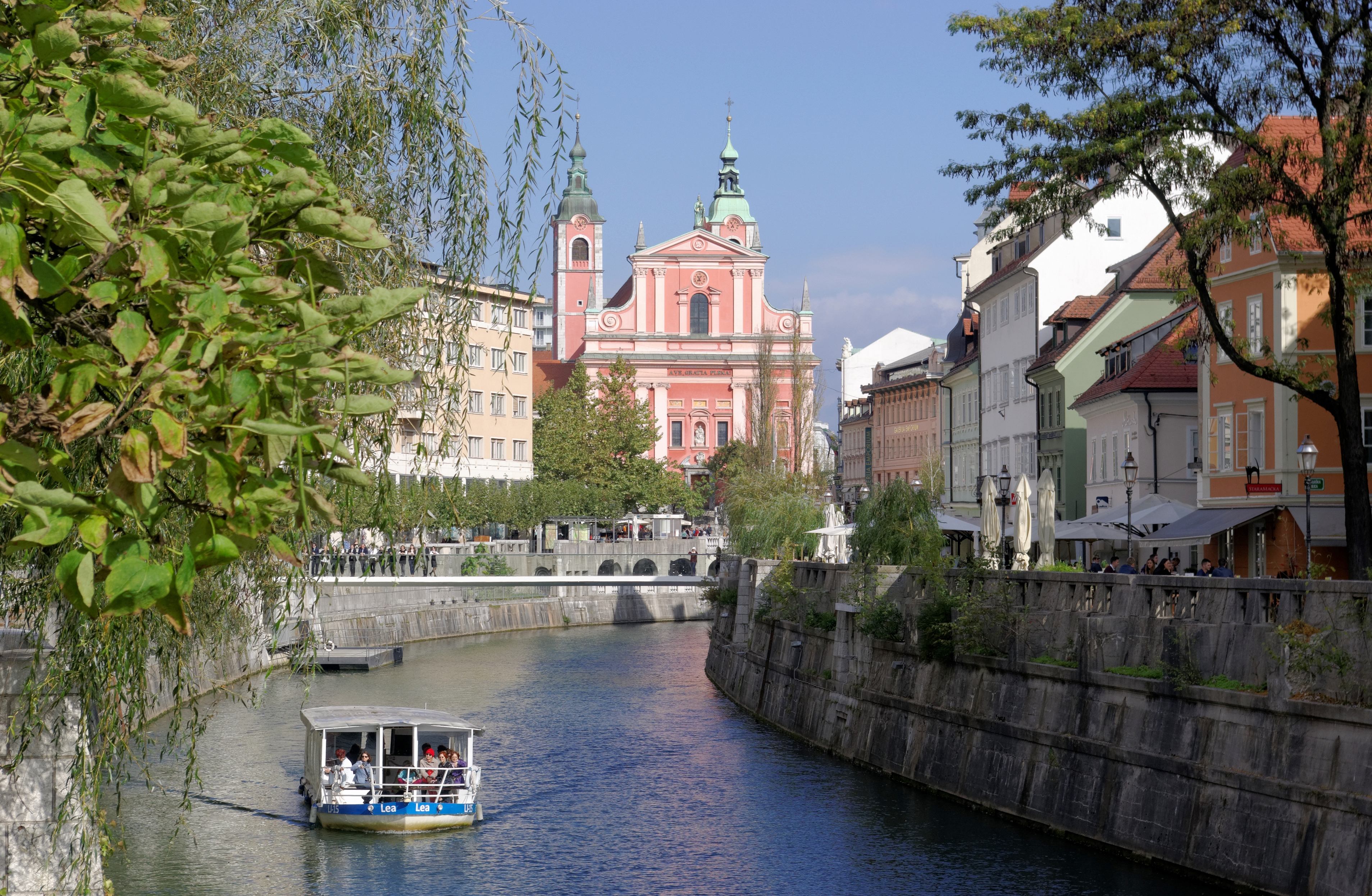
Ljubljana
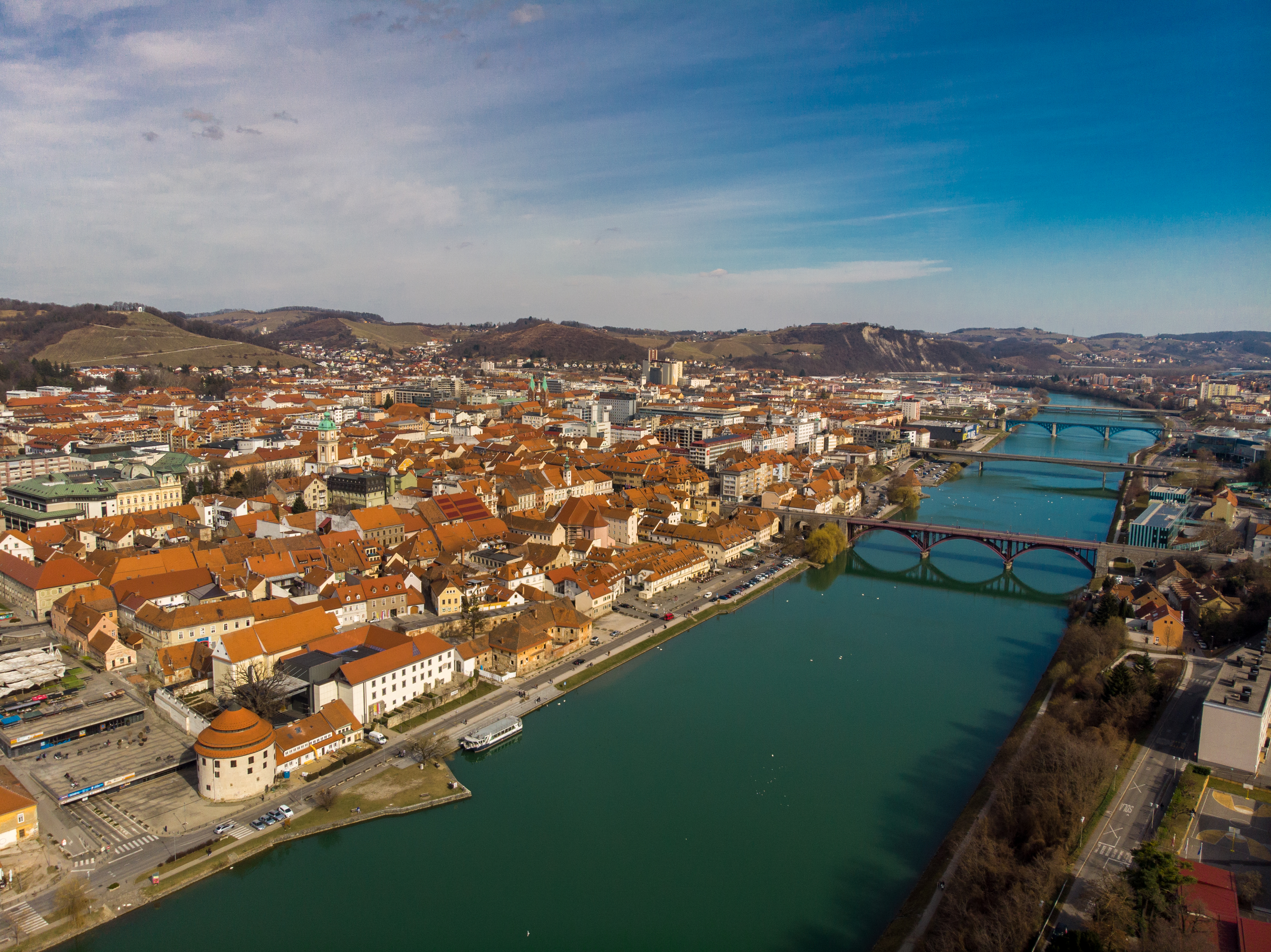
Maribor
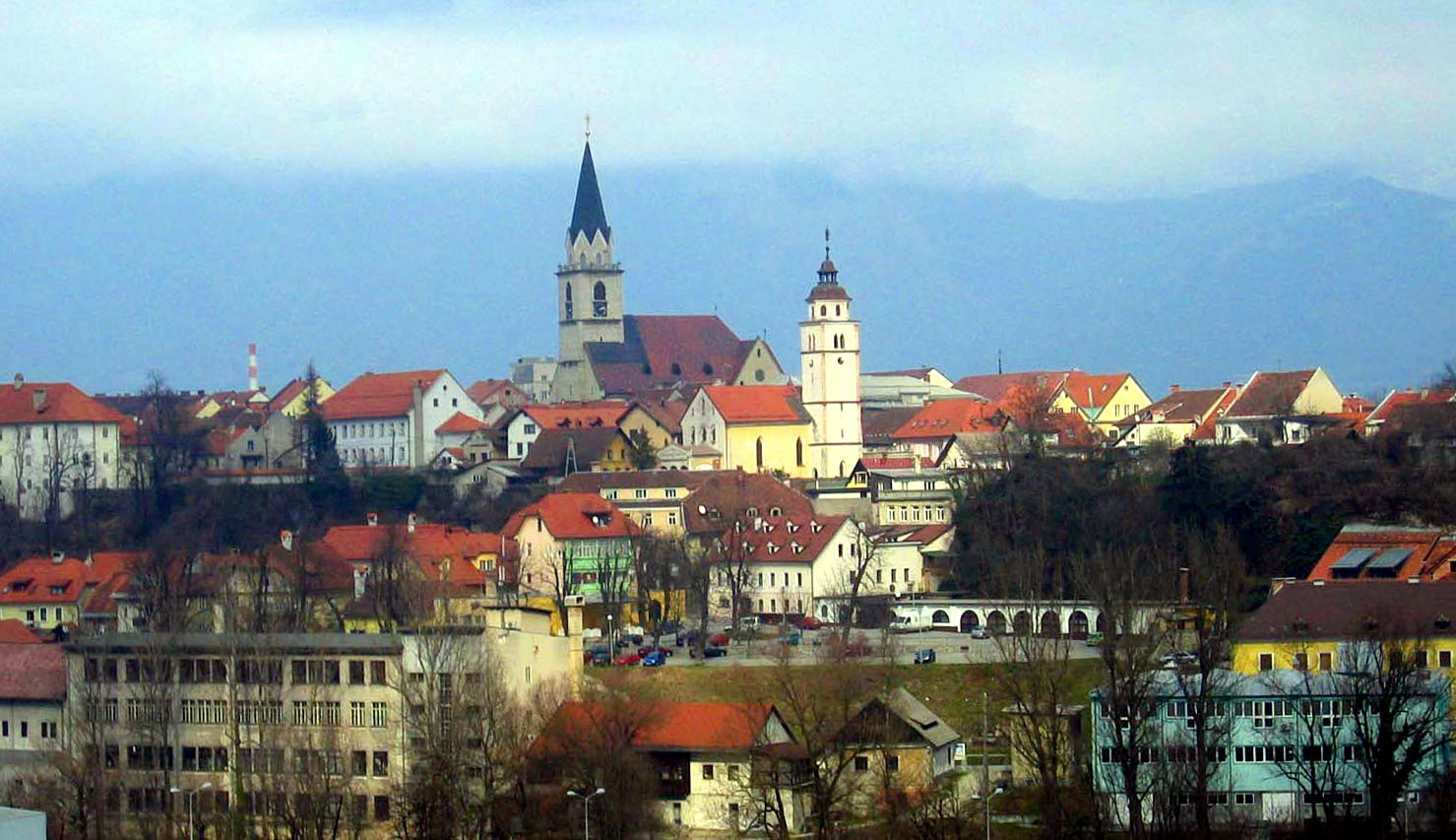
Kranj
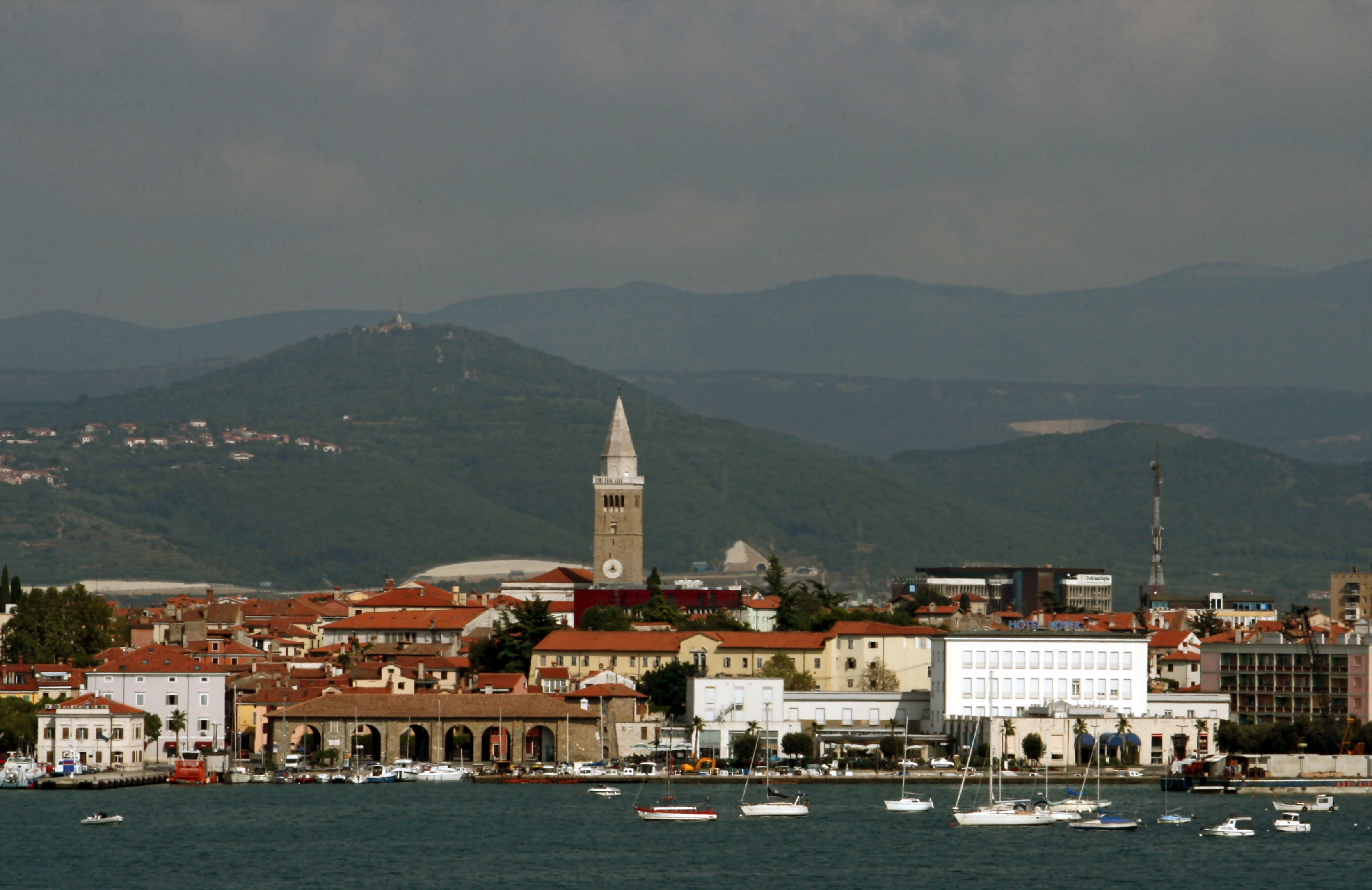
Koper
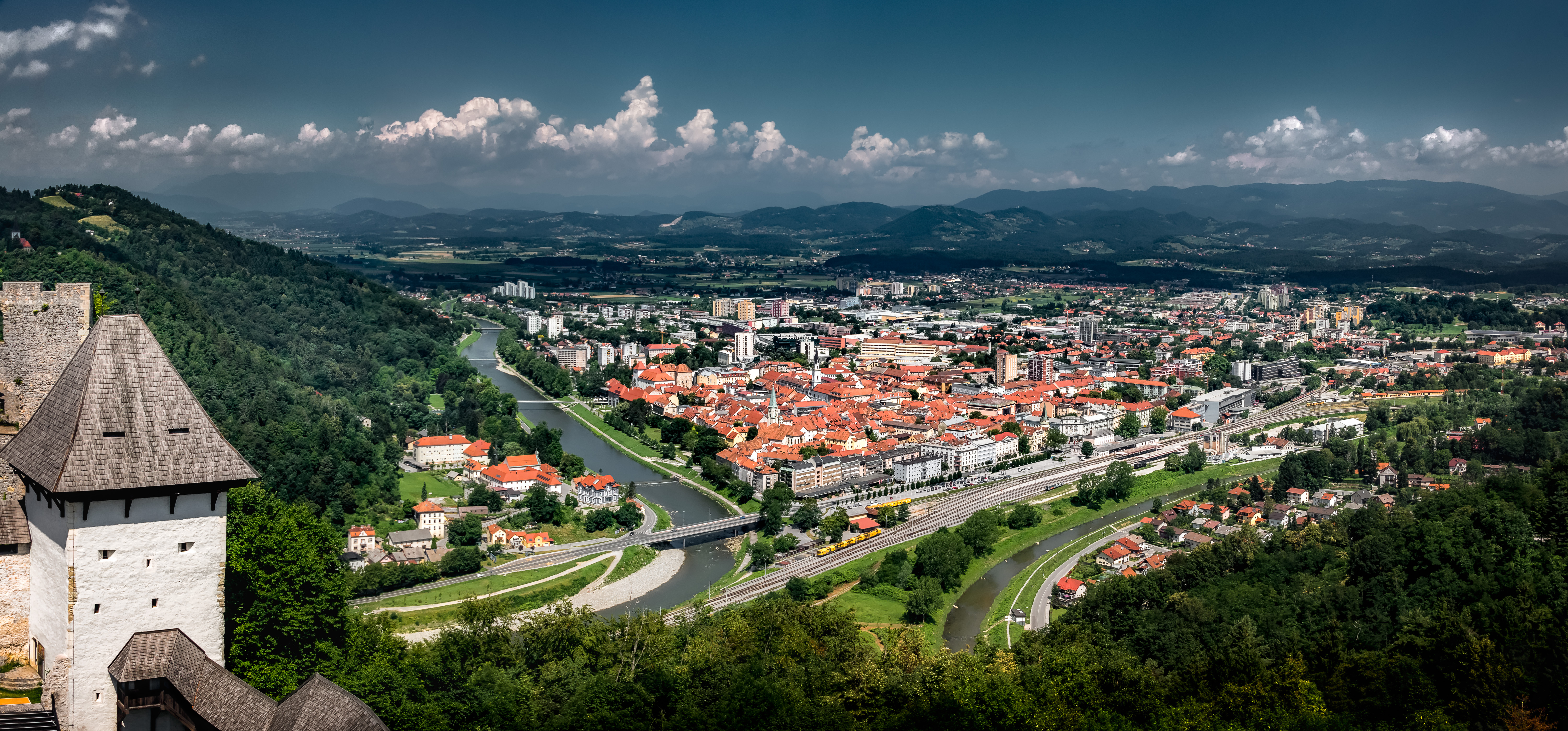
Celje
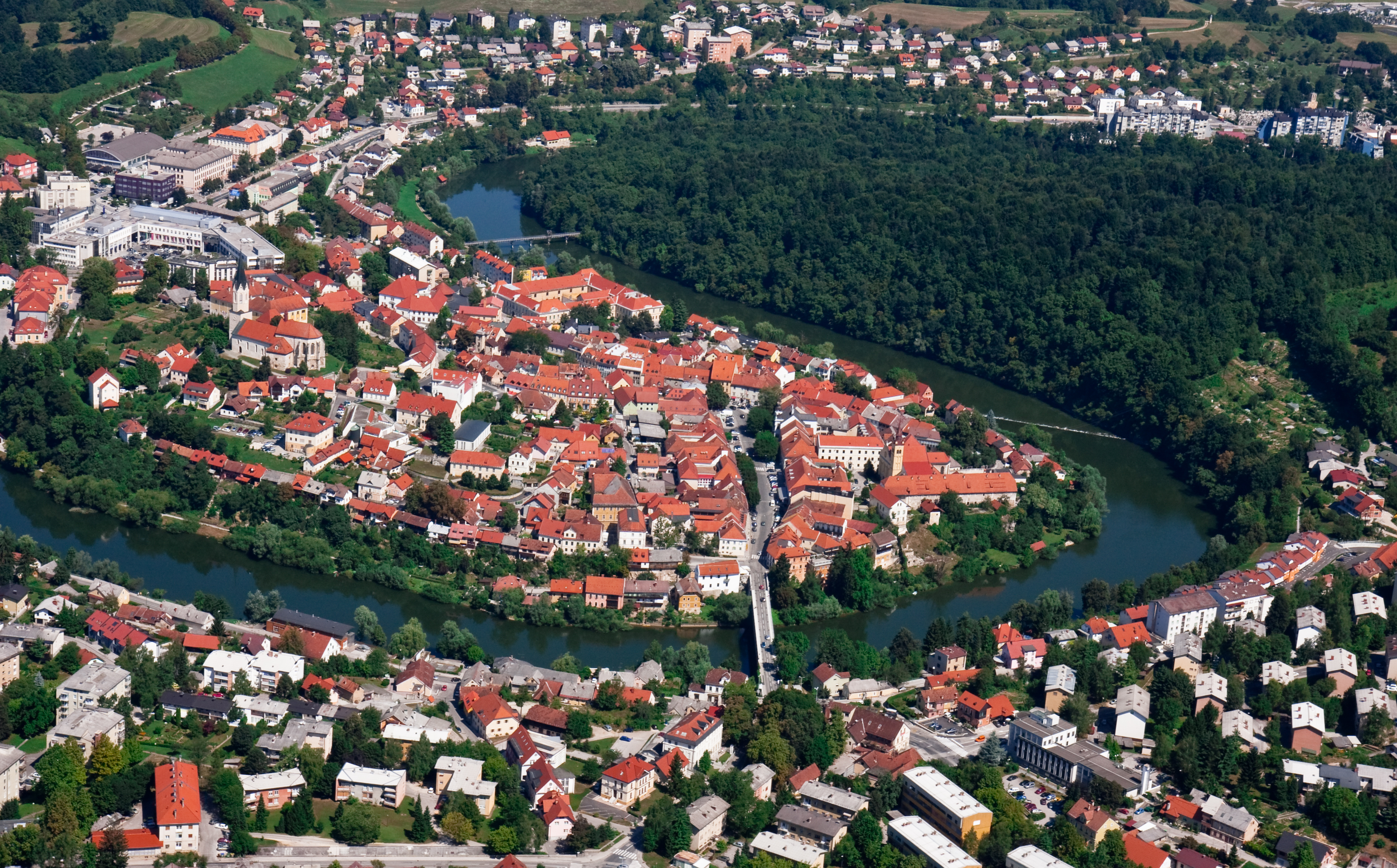
Novo mesto

Am 1. Januar 2023 gab es in Slowenien 6035 Siedlungen, von denen 61 unbewohnt waren. Die Zahl der unbesiedelten Siedlungen war in der Gemeinde Kočevje (17) am größten, gefolgt von der Gemeinde Kostel (7).
Die am dichtesten besiedelte städtische Siedlung Sloweniens war Piran in der gleichnamigen Gemeinde, wo auf einem durchschnittlichen Quadratkilometer der Siedlungsfläche mehr als 5400 Einwohner lebten.
Die Siedlung mit der geringsten Bevölkerungsdichte in Slowenien, abgesehen von unbesiedelten Siedlungen, war Podstenice in der Gemeinde Dolenjske Toplice, wo weniger als 0,06 Einwohner auf einem durchschnittlichen Quadratkilometer der Fläche leben (oder ein Einwohner pro mehr als 16 km²).
Ein Viertel aller Siedlungen hatte weniger als 50 Einwohner, fast die Hälfte hatte weniger als 100 Einwohner.
Ljubljana in der gleichnamigen Gemeinde hatte mit 287.000 Personen die meisten Einwohner.
Im Jahr 2022 lebten 56 Prozent der Einwohner Sloweniens in Städten.
Die folgende Tabelle enthält die 30 größten Gemeinden (slowenisch Občine, Sg. Občina), davon sind 12 Stadtgemeinden (slow. Mestne občine, Sg. Mestna občina), Stand 2023.
Die angegebenen Einwohnerzahlen spiegeln die Ergebnisse der Volkszählungen (Zensus) von 1981, 1991, 2002 (jeweils am 31. März), bzw. ab 2018 Angaben des Statistischen Amtes der Republik Slowenien.
Die Einwohnerzahlen ab 2018 beziehen sich auf das Gemeindegebiet; die älteren Zahlen nur auf den Hauptort, das heißt ohne Berücksichtigung der teilweise ausgedehnten ländlichen Siedlungsgebiete in den Gemeinden. In der Tabelle ist die Region, zu der die Gemeinde gehört, angegeben.
| Größte Gemeinden in Slowenien | Größte Gemeinden in Slowenien      | Größte Gemeinden in Slowenien | Größte Gemeinden in Slowenien | Größte Gemeinden in Slowenien | Größte Gemeinden in Slowenien | Größte Gemeinden in Slowenien | Größte Gemeinden in Slowenien | Größte Gemeinden in Slowenien |
| Rang                          | Name                               | Name                          | Einwohner                     | Einwohner                     | Einwohner                     | Einwohner                     | Einwohner                     | Statistische Region           |
| Rang                          | slowenisch                         | deutsch                       | Zensus 1981                   | Zensus 1991                   | Zensus 2002                   | Zensus 2018                   | Zensus 2023                   | Statistische Region           |
| ----------------------------- | ---------------------------------- | ----------------------------- | ----------------------------- | ----------------------------- | ----------------------------- | ----------------------------- | ----------------------------- | ----------------------------- |
| 1.                            | Ljubljana (Stadtgemeinde)          | Laibach                       | 224.817                       | 276.133                       | 258.873                       | 276.133                       | 296.228                       | Osrednjeslovenska             |
| 2.                            | Maribor (Stadtgemeinde)            | Marburg                       | 106.113                       | 108.122                       | 93.847                        | 110.871                       | 113.000                       | Podravska                     |
| 3.                            | Kranj (Stadtgemeinde)              | Krainburg                     | 33.520                        | 37.318                        | 35.587                        | 55.950                        | 57.171                        | Gorenjska                     |
| 4.                            | Koper (Stadtgemeinde)/Capodistria  | Gafers                        | 23.581                        | 25.272                        | 23.726                        | 51.794                        | 53.875                        | Obalno-kraška                 |
| 5.                            | Celje (Stadtgemeinde)              | Cilli                         | 33.033                        | 41.279                        | 37.834                        | 49.377                        | 48.776                        | Savinjska                     |
| 6.                            | Novo mesto (Stadtgemeinde)         | Rudolfswerth/Neustädl         | 19.741                        | 22.760                        | 22.415                        | 36.533                        | 38.075                        | Jugovzhodna Slovenija         |
| 7.                            | Domžale                            | Domschale                     | 9.696                         | 11.627                        | 11.582                        | 35.675                        | 37.477                        | Osrednjeslovenska             |
| 8.                            | Velenje (Stadtgemeinde)            | Wöllan                        | 22.778                        | 27.665                        | 26.742                        | 32.802                        | 33.474                        | Savinjska                     |
| 9.                            | Nova Gorica (Stadtgemeinde)        | Neu-Görz                      | 17.481                        | 14.862                        | 13.491                        | 31.638                        | 32.034                        | Goriška                       |
| 10.                           | Kamnik                             | Stein                         | 8.331                         | 9.600                         | 12.197                        | 29.487                        | 29.979                        | Osrednjeslovenska             |
| 11.                           | Krško (Stadtgemeinde)              | Gurkfeld                      | 6.341                         | 7.000                         | 6.994                         | 25.833                        | 25.982                        | Spodnjeposavska               |
| 12.                           | Slovenska Bistrica                 | Windischfeistritz             | 6.059                         | 6.600                         | 6.591                         | 25.524                        | 26.206                        | Podravska                     |
| 13.                           | Brežice                            | Rann                          | 3.776                         | 6.800                         | 6.510                         | 24.086                        | 24.417                        | Spodnjeposavska               |
| 14.                           | Ptuj (Stadtgemeinde)               | Pettau                        | 11.775                        | 11.466                        | 18.339                        | 23.162                        | 23.525                        | Podravska                     |
| 15.                           | Škofja Loka                        | Bischoflack                   | 4.913                         | 12.460                        | 12.289                        | 22.919                        | 23.779                        | Gorenjska                     |
| 16.                           | Žalec                              | Sachsenfeld                   |                               |                               |                               | 21.243                        | 21.675                        | Savinjska                     |
| 17.                           | Jesenice                           | Aßling                        | 19.752                        | 19.034                        | 13.429                        | 20.759                        | 21.883                        | Gorenjska                     |
| 18.                           | Grosuplje                          | Grosslupp                     | 4.421                         | 5.500                         | 6.050                         | 20.672                        | 21.587                        | Osrednjeslovenska             |
| 19.                           | Ajdovščina                         | Haidenschaft                  | 5.681                         | 5.581                         | 6.373                         | 19.130                        | 19.811                        | Goriška                       |
| 20.                           | Šentjur                            | Sankt Georgen bei Cilli       |                               |                               |                               | 18.971                        | 19.482                        | Savinjska                     |
| 21.                           | Radovljica                         | Radmannsdorf                  | 5.340                         | 6.100                         | 5.937                         | 18.872                        | 19.315                        | Gorenjska                     |
| 22.                           | Murska Sobota (Stadtgemeinde)      | Olsnitz                       | 12.142                        | 14.111                        | 12.437                        | 18.734                        | 18.651                        | Pomurska                      |
| 23.                           | Piran/Pirano                       | Pirian                        |                               |                               |                               | 17.643                        | 18.253                        | Obalno-kraška                 |
| 24.                           | Sevnica                            | Lichtenwald                   |                               |                               |                               | 17.446                        | 17.654                        | Spodnjeposavska               |
| 25.                           | Vrhnika                            | Oberlaibach                   | 6.361                         | 7.000                         | 7.520                         | 16.978                        | 17.923                        | Osrednjeslovenska             |
| 26.                           | Slovenj Gradec (Stadtgemeinde)     | Windischgrätz                 | 5.679                         | 6.700                         | 7.712                         | 16.525                        | 16.955                        | Koroška                       |
| 27.                           | Zagorje ob Savi                    | Seger an der Sawe             | 7.176                         | 7.400                         | 6.893                         | 16.504                        | 16.413                        | Zasavska                      |
| 28.                           | Ivančna Gorica (Stadt Višnja Gora) | Johannsbüchel                 |                               |                               |                               | 16.544                        | 17.738                        | Osrednjeslovenska             |
| 29.                           | Medvode                            | Zwischenwässern               |                               |                               |                               | 16.362                        | 17.076                        | Osrednjeslovenska             |
| 30.                           | Trbovlje                           | Trifail                       | 17.168                        | 17.410                        | 16.290                        | 16.052                        | 15.958                        | Zasavska                      |

- Ljubljana
- Maribor
- Kranj
- Koper
- Celje
- Novo mesto

## Landnutzung
Im Jahr 2019 war mehr als die Hälfte der slowenischen Landfläche von Wäldern bedeckt (56 % bzw. 58 % einschließlich Buschland), während andere, überwiegend natürliche Vegetation 4 % ausmachte. Ackerland nahm 34 % der Landfläche ein, während etwas weniger als 4 % künstliches Land waren.

## Naturschutz

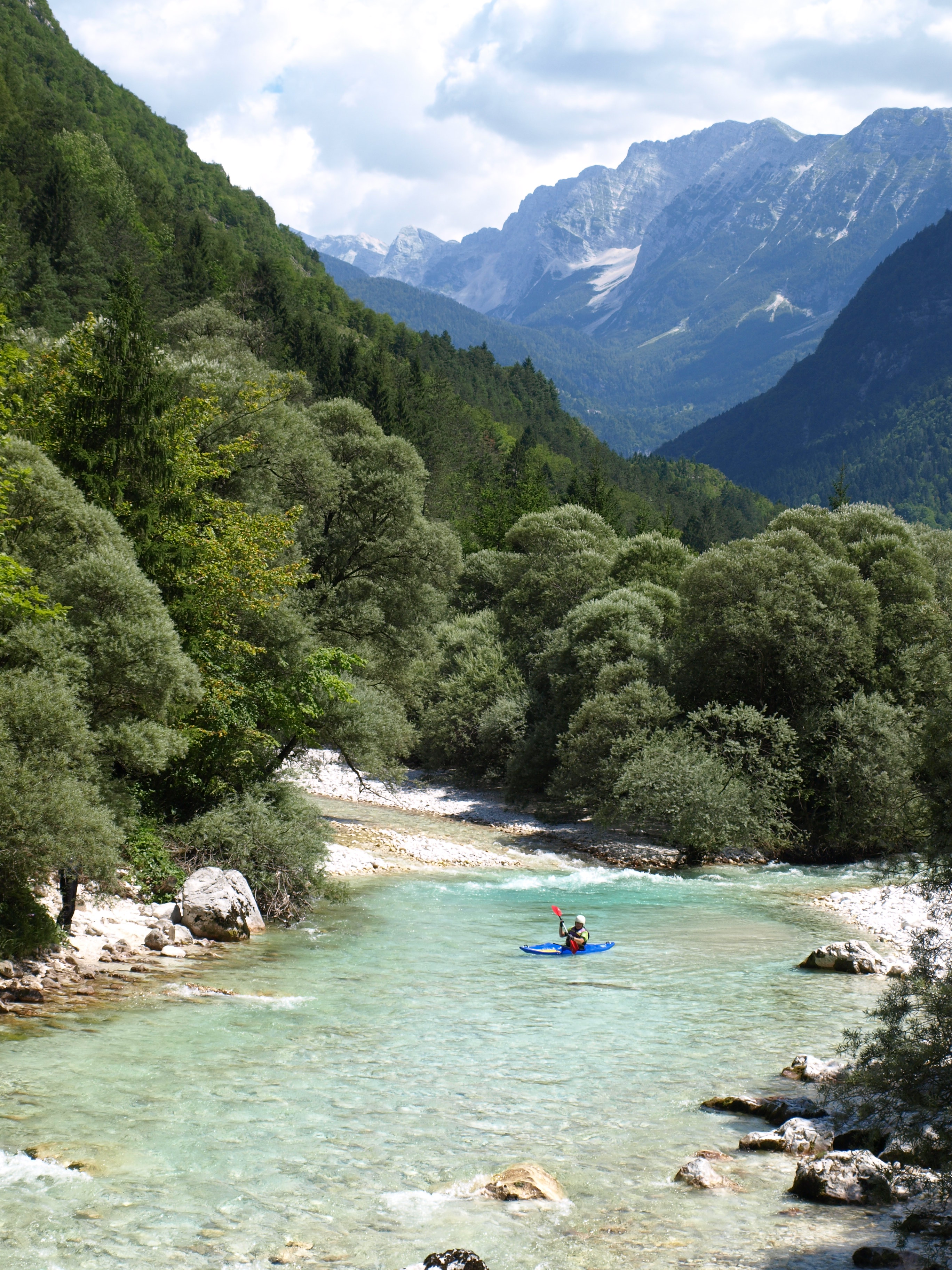
Die Soča gilt als der schönste Fluss Sloweniens

Slowenien wies 1981 mit dem nach dem höchsten Berg des Landes benannten Triglav-Nationalpark (WDPA 2517) sein erstes und einziges Großschutzgebiet aus. Der Park umfasst mit einer Fläche von 83.982 Hektar 4,1 % der Landesfläche. Er ist zugleich Natura-2000-Vogelschutz- und FFH-Gebiet, als UNESCO-Biosphärenreservat anerkannt (seit 2003) und hat seit 2004 das Europadiplom des Europarates.
Des Weiteren gab es im Jahr 2014 3 Regionalparks, 52 Naturschutzgebiete, 44 geschützte Landschaftsparks, 1217 Naturdenkmäler, 26 Natura-2000-Vogelschutzgebiete und 260 Natura-2000-FFH-Gebiete.
Durch die Ausweisung der Natura-2000-Gebiete hat Slowenien 35,52 Prozent der Staatsfläche unter Schutz gestellt. In den slowenischen Natura-2000-Gebieten werden 312 Tier- und Pflanzenarten (davon 109 Vogelarten) und 60 Lebensraumtypen geschützt (Stand 2011).
Slowenien gehört zu den Unterzeichnern der Ramsar-Konvention über Feuchtgebiete von internationaler Bedeutung, insbesondere als Lebensraum für Wasservögel.